# Equació de Drake

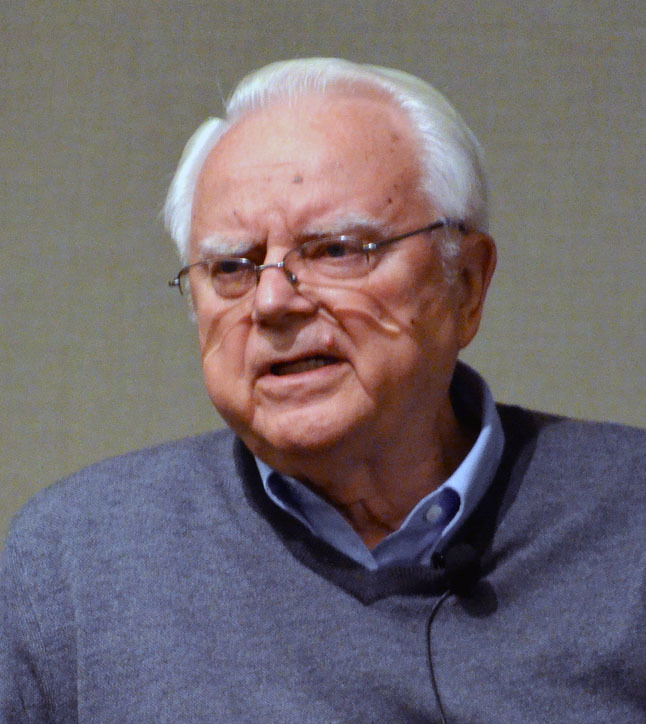
Frank Drake el 2012

L'equació de Drake és una fórmula ideada per l'astrònom estatunidenc Frank Drake (1930–2022), amb el propòsit d'estimar la quantitat de civilitzacions en la nostra galàxia, la Via Làctia, susceptibles de posseir emissions de radiofreqüència detectables per nosaltres. Fou concebuda el 1961 per Drake mentre treballava en l'Observatori Nacional de Radioastronomia a Green Bank, Virgínia de l'Oest (Estats Units).
L'equació de Drake identifica els diversos factors específics que es creu que tenen un paper important en el desenvolupament de les civilitzacions. Encara que és simplement una estimació i el valor dels factors que hi participen és en bona part indeterminat, la comunitat científica l'ha acceptat com a eina còmoda per examinar aquests factors i les conclusions que se'n deriven. L'equació es pot expressar de moltes maneres diferents, segons els factors que es considerin més rellevants; una formulació possible és la següent:
{\displaystyle N=R^{*}~\times ~f_{p}~\times ~n_{e}~\times ~f_{l}~\times ~f_{i}~\times ~f_{c}~\times ~L}
- {\displaystyle N} és el nombre de civilitzacions que podrien hipotèticament comunicar-se amb nosaltres en la nostra galàxia.
- {\displaystyle R^{*}} és el ritme de formació d'estrelles adequades a la galàxia (estrelles per any).
- {\displaystyle f_{p}} és la fracció d'aquestes estrelles que tenen planetes en òrbita.
- {\displaystyle n_{e}} és el nombre d'aquests planetes que es troben dins l'ecosfera de l'estrella (la zona de l'espai on un planeta no és ni massa fred ni massa calent per a la vida).
- {\displaystyle f_{l}} és la fracció d'aquests planetes on la vida realment s'ha desenvolupat.
- {\displaystyle f_{i}} és la fracció d'aquests planetes on la vida ha donat lloc a vida intel·ligent.
- {\displaystyle f_{c}} és la fracció d'aquests planetes on la vida intel·ligent ha desplegat la tecnologia per poder-se comunicar amb ones electromagnètiques.
- {\displaystyle {\ce {L}}} és el temps de vida d'una civilització tecnològica (anys).

Un fet remarcable de l'equació de Drake és que introduint-hi valors aparentment plausibles per a cada un dels paràmetres, el resultat obtingut per a N acostuma a ser >> 1. Aquest fet ha donat força al projecte SETI. Nogensmenys, això entra en contradicció amb el fet observat que N = 1, una sola civilització tecnològica en tot l'univers (nosaltres). Aquest conflicte s'anomena sovint «paradoxa de Fermi», i suggereix que les nostres estimacions aparentment conservadores en realitat són massa optimistes o bé que hi ha altres factors en joc per eliminar el desenvolupament de civilitzacions tecnològiques.

## Possibles valors dels paràmetres i resultat de l'equació

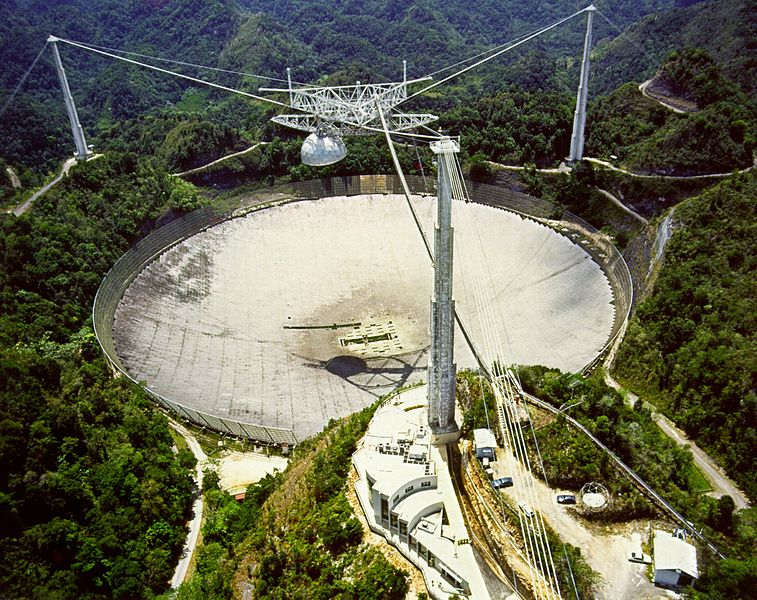
Radiotelescopi d'Arecibo.

L'equació dona resultats molt diferents segons els valors dels paràmetres utilitzats, la majoria dels quals són simples especulacions, basades en part en l'única experiència que tenim amb civilitzacions tecnològiques: la nostra. A continuació presentem alguns arguments emprats per estimar els valors dels diferents paràmetres i, amb els valors més pessimistes i els més optimistes podrem obtenir una estimació mínima i una altra de màxima per a N.
- R*  - Encara que el tant per cent de formacions d'estrelles adequades era indubtablement molt major quan la nostra galàxia es va formar, encara es poden veure estrelles naixent. Existeixen nombroses proves de «guarderies estel·lars» en nombroses zones de la galàxia (p. ex. a la nebulosa d'Orió i a la nebulosa de l'Àliga), on grans núvols de gas es col·lapsen per a formar estrelles. Les estimacions per a aquesta formació d'estrelles és d'entre 10 i 30 per any. R = 10 – 30.
- fp - Molts dels núvols de formació d'estrelles tenen certa rotació. Quan es col·lapsen, el núvol gira cada vegada més ràpid, com una patinadora de gel replegant els seus braços (conservació del moment angular). Això provoca que el núvol formi un disc aplanat de gasos. En el centre, es forma l'estrella principal. Bastant més lluny, petites agrupacions poden formar planetes. Fins fa molt poc, no existia evidència de planetes fora del nostre sistema solar; des de 1995, però, diversos equips d'astrònoms han anunciat el descobriment de planetes al voltant d'estrelles properes (el setembre de 2022 se'n coneixen més de 5 176 en 3 818 sistemes planetaris).[1] Aquest excitant descobriment incrementa la probabilitat de planetes al voltant de moltes estrelles. Podem estimar, sent conservadors, que la meitat de les estrelles formen sistemes planetaris. fp = 0,5.
- ne - Aquest factor és una mica més complicat. Les estrelles petites són fredes i vermelles. Els planetes haurien d'orbitar molt a prop per a estar dins de la seva «zona de vida» o ecosfera, que seria molt estreta, sense massa espai per a planetes. Els planetes que orbiten molt a prop de les seves estrelles solen estar fortament atrets i presenten sempre una mateixa cara cap a l'estrella. L'atmosfera d'un planeta així estaria gelada en la cara oposada a l'estrella, i això no afavoreix la vida. D'altra banda, les grans estrelles blaves tenen una ecosfera més àmplia. Per descomptat, si s'ha de jutjar pel nostre sistema solar, els planetes estan més espaiats a mesura que s'allunyen de les estrelles, de manera que una ecosfera més ampla es veu compensada per aquest efecte. Aquestes estrelles grans també cremen més combustible i no duren massa. Normalment, duren tan poc que no donen oportunitat perquè es desenvolupi la vida abans que es converteixin en una nova o una supernova i destrueixin tot el sistema. En el nostre sistema solar, amb la nostra estrella groga de grandària mitjana, tenim dos planetes (Terra i Mart), o potser tres (si hi incloem Venus) dintre de l'ecosfera. Un càlcul conservador del nombre de planetes dintre de la «zona de vida» és de només un. ne = 1 – 2.
- fl - Aquest factor encara és més complicat. El problema és que tenim pocs exemples de planetes on les condicions siguin correctes per al desenvolupament de la vida. Com hem indicat abans, Venus, la Terra i Mart podrien tenir, al mateix temps, les condicions adequades. Sabem que la vida es va desenvolupar en la Terra, i estem temptejant les proves de vida primitiva en Mart fa milions d'anys. Un càlcul conservador per a aquest nombre seria 0,2 (un de cada cinc planetes amb condicions desenvoluparà la vida); el 2002, Charles H. Lineweaver i Tamara M. Davis estimaren fl en superior a > 0,33 utilitzant arguments estadístics basats en el temps que la vida trigà a desenvolupar-se a la Terra. fl = 0,1 – 0,4.
- fi - Quants d'aquests planetes desenvoluparan vida intel·ligent? Alguns afirmen que el 100%: la vida intel·ligent és un resultat natural de l'evolució, mentre que altres afirmen que la intel·ligència és només una de les moltes formes possibles de sobreviure i no té cap avantatge especial sobre altres formes d'adaptació. Originalment, Drake considerà un valor de 0,01 (un 1%); actualment els sistemes solars amb nivells de radiació galàctica tan baixos com el nostre sistema solar es consideren molt més escassos, amb un valor de fi de 10-7. fi = 10-7 – 0,05
- fc - Quantes d'aquestes espècies intel·ligents desplegaran tecnologia i l'usaran per comunicar-se? Si observem la Terra, veiem que els humans ho fem, però també veiem balenes i dofins que posseeixen un nivell moderat d'intel·ligència, però mai han dut a terme tecnologia. Drake estimà aquest paràmetre en 0,01. fc = 0,01 – 0,1
- L - Aquest paràmetre és el nombre d'anys que una civilització tecnològica i comunicativa perdura. Nosaltres només duem en aquesta fase de la nostra evolució uns cent anys (des de 1938, data de la construcció del primer radiotelescopi). Es destrueixen les civilitzacions avançades poc després de descobrir la tecnologia per a aconseguir-ho? O resolen els seus problemes junts abans que succeeixi? En un article a Scientific American, Michael Shermer estimà L en 420 anys, a partir de la durada de seixanta civilitzacions històriques. Amb 28 civilitzacions més recents que l'imperi romà, calcula una xifra de 304 anys per a civilitzacions «modernes». Cal remarcar, però, que la caiguda d'aquestes civilitzacions no destruí, en general, la seva tecnologia, i foren succeïdes per altres que prosseguiren amb la mateixa tecnologia, de manera que els càlculs de Shermer es poden considerar pessimistes. L = 100 – 100.000

Amb aquestes estimacions podem introduir els valor a l'equació i obtenir una estimació pessimista i una d'optimista, sempre recordant que de tots els paràmetres el que podem conèixer millor és el primer, els altres són simples estimacions basades en idees molt vagues i generals:
N (pessimista) = 10 × 0,5 × 1 × 0,1 × 10-7 × 0,01 × 67 = 0,33×10-7 = 0,000000033
N (optimista) = 30 × 0,5 × 2 × 0,4 × 0,05 × 0,1 × 100.000 = 6.000